# Đeva
Đeva (mađ. Algyő) je veliko selo na samom jugoistoku Mađarske.
Površine je 75,77 km četvornih.

## Zemljopisni položaj
Nalazi se na jugoistoku Mađarske, na zapadnoj obali rijeke Tise. Nekoliko kilometara jugozapadno je Segedin. Makovo je jugoistočno, Micenta je sjeverno.

## Upravna organizacija
Upravno pripada segedinskoj mikroregiji u Čongradskoj županiji. Poštanski je broj 6750.
1973. bila je pripojena Segedinu, zajedno s još nekim naseljima (Đeva, Jalova, Družma, Segedin, Sirik, Tápé), a 1997. je Đeva s još nekoliko naselja odvojena od Segedina i formirana u veliko selo (Đeva, Csergőtelep, Farkirét, Gyevitanyák, Irmamajor, Nagyfai Célgazdaság, Rákóczitelep).

## Promet
Kroz Đevu ide cestovna prometnica br. 47 i željeznička pruga koja povezuje Vašarelj i Segedin. 

## Stanovništvo
2001. je godine u Đevi živio 5281 stanovnik, od kojih su većina Mađari, a ondje žive pripadnici romske, njemačke, rumunjske i srpske manjine.
Stanovnike se naziva Đevljanima i Đevljankama.

## Poznate osobe
Poznate osobe.
- Ignác Fehér
- Karl Hendlmeier
- Aladár Juratovics[5]
- Béla Mucza
- József Piri
- András Süli

## Slike
- Naftno polje u Đevi.
- Naftno polje u Đevi.